# Belgica-Gletscher
Der Belgica-Gletscher ist ein 13 km langer Gletscher an der Graham-Küste des westantarktischen Grahamlands. Auf der Kiew-Halbinsel fließt er in nordwestlicher Richtung zum Trooz-Gletscher, den er östlich des Lancaster Hill erreicht.
Teilnehmer der British Graham Land Expedition (1934–1937) unter der Leitung des australischen Polarforschers John Rymill nahmen eine erste Vermessung vor. Das UK Antarctic Place-Names Committee benannte ihn 1959 nach der Belgica, dem Schiff der gleichnamigen Expedition (1897–1899) des belgischen Polarforschers Adrien de Gerlache de Gomery, die unter anderem im Gebiet des Gletschers operierte.